# ۹۳ (میلادی)
۹۳ (میلادی) نود و سومین سال تقویم میلادی است.

## رویدادها
- پلینی کوچک پرایتور شد.

## درگذشتگان
- ۲۳ اوت – نئوس ژولیوس آگریکولا (زاده  ۴۰) فرماندار رومی بریتانیا